# فرنك شفيتس
فرنك شفيتس هو عملة كانتون شفيتس السويسري بين 1798 و1850. قسم إلى 10 باتزن وكل منها إلى 10 رابن أو 20 أنغستر.
كان الفرنك السويسري عملة الجمهورية الهلفتيكية منذ 1798، مستبدلًا غولدن شفيتس. توقفت الجمهورية عن إصدار العملات في 1803. قامت شفيتس بإصدار عملتها الخاصة بين 1810 و1846. في 1850، قدم الفرنك السويسري حيث 1½ فرنك سويسري = 1 فرنك شفيتس.

## القطع المعدنية
صدرت القطع النحاسية من فئات 1 أنغستر و1 رابن، بالإضافة إلى بيلون من فئات 2 رابن و⅔ و2 باتزن وفضية من فئة 4 باتزن.